# أل ميتشيل
أل ميتشيل (بالإنجليزية: Al Mitchell)‏ هو لاعب كرة قدم أمريكية أمريكي، ولد في 30 أغسطس 1897 في Greenville, Pennsylvania ‏ في الولايات المتحدة، وتوفي في 12 مايو 1967 في ليفونيا في الولايات المتحدة.

## وصلات خارجية
- أل ميتشيل على موقع مرجع كرة القدم المحترفة.كوم (الإنجليزية)